# Nationalpark Pan de Azúcar
Der chilenische Nationalpark Pan de Azúcar (spanisch Parque Nacional Pan de Azúcar, deutsch „Zuckerhut“) liegt 30 km nördlich von Chañaral, bzw. 180 km nördlich von Copiapó und wurde im Jahr 1985 gegründet. Der Park umfasst eine Fläche von 43.769 Hektar. Seine Bedeutung erhält der Park durch seine relative Artenvielfalt. Über 20 Kakteenarten kommen in der Gegend vor. Die Abwesenheit von Niederschlägen wird durch die Küstennebel ausgeglichen.

## Erreichbarkeit

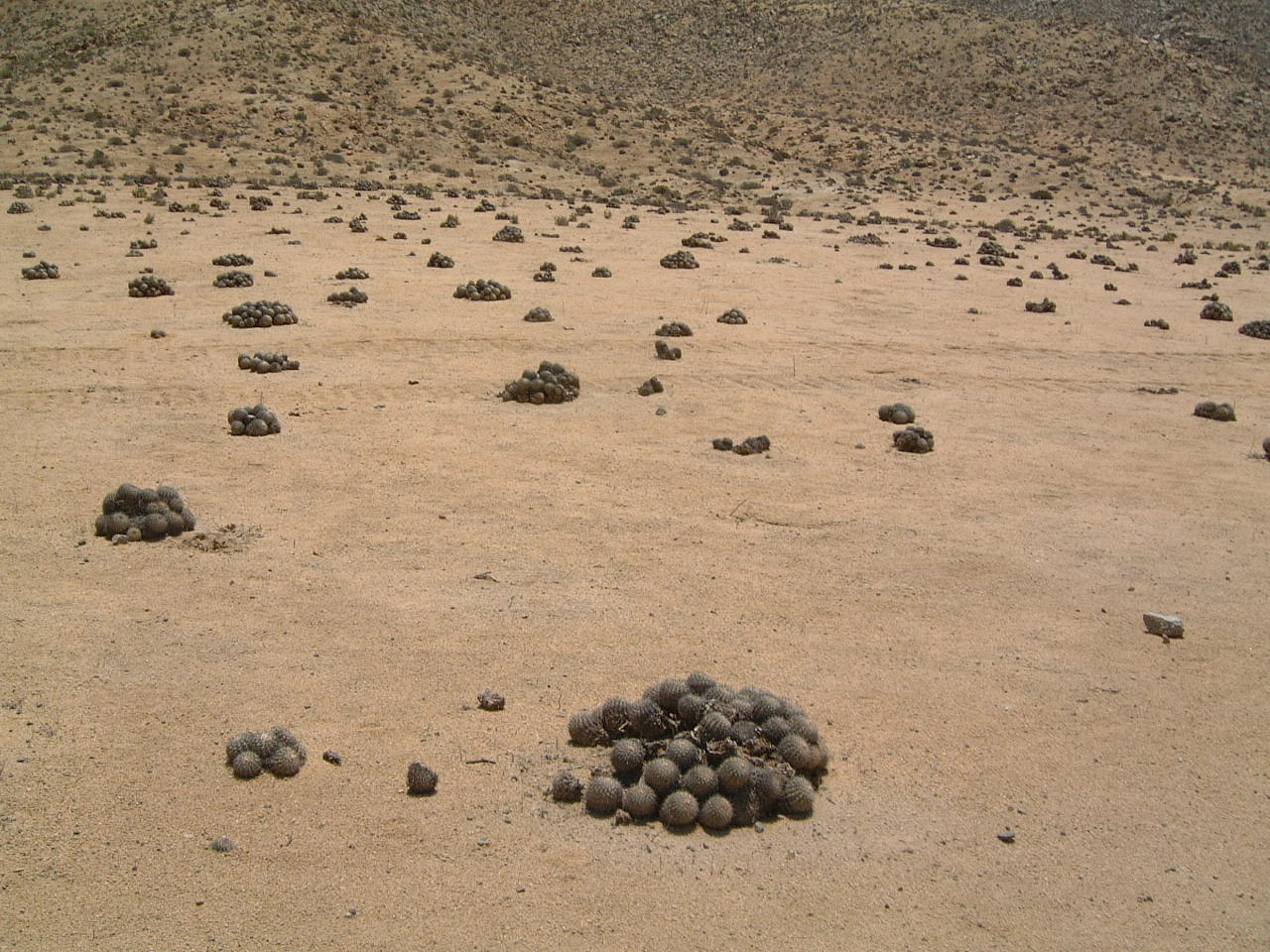
Kakteen im Park

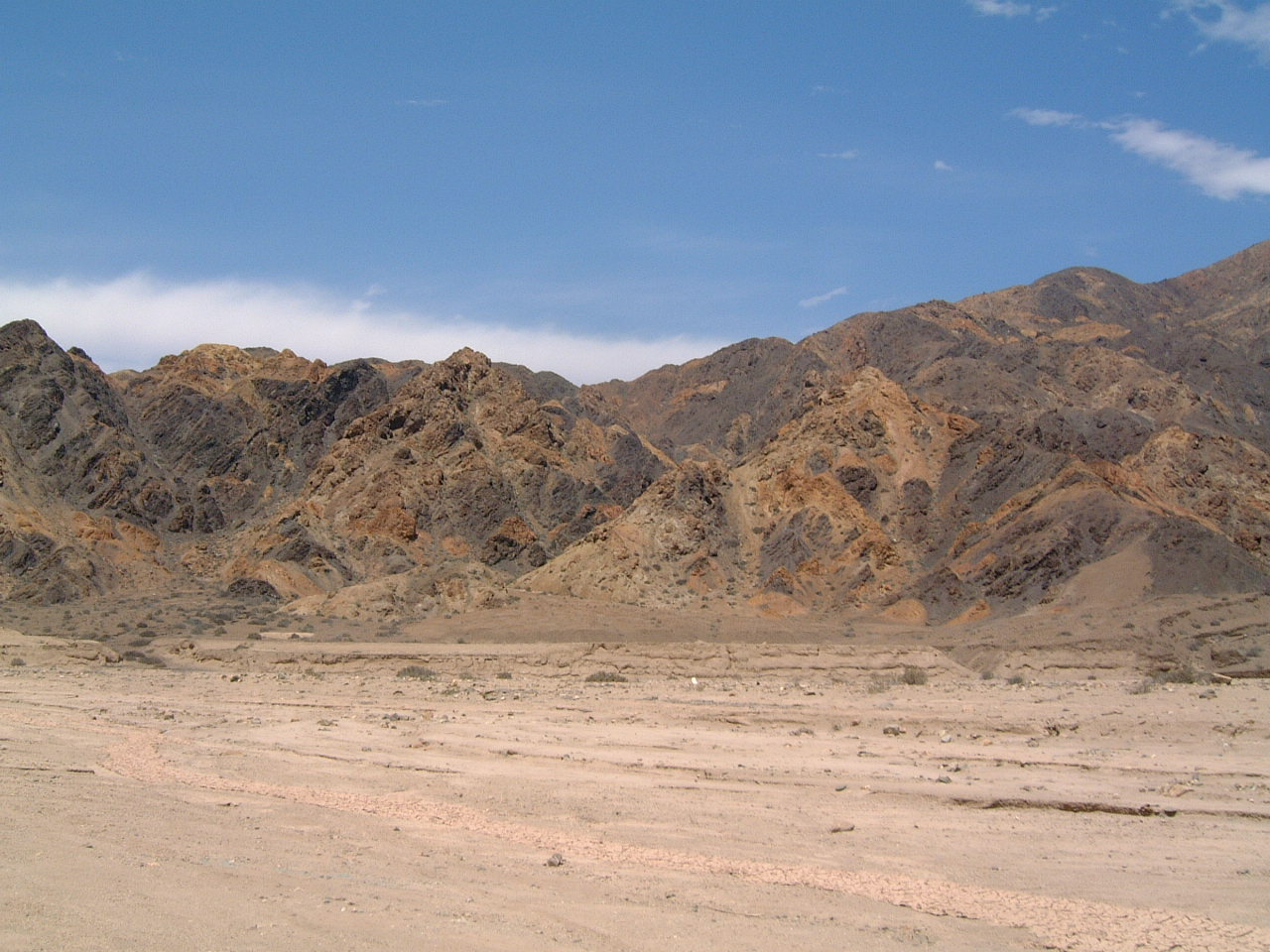
Farbenprächtige Berge

Üblicher Ausgangspunkt für einen Besuch ist die Stadt Chañaral. Von dort führt eine Straße am Meer entlang an den beiden Stränden Playa Amarilla und Playa Blanca zum Park. Viele machen diesen Ausflug mit dem Fahrrad und übernachten eine Nacht in Caleta Pan de Azúcar oder zelten weiter oberhalb auf den Bergen.
Als alternative Route zum oder vom Nationalpark bietet sich an, von Caleta Pan de Azúcar Richtung Osten zur Panamericana zu wechseln. Auch diese Strecke ist für den an der lokalen Geologie Interessierten besonders reizvoll.

## Isla Pan de Azúcar

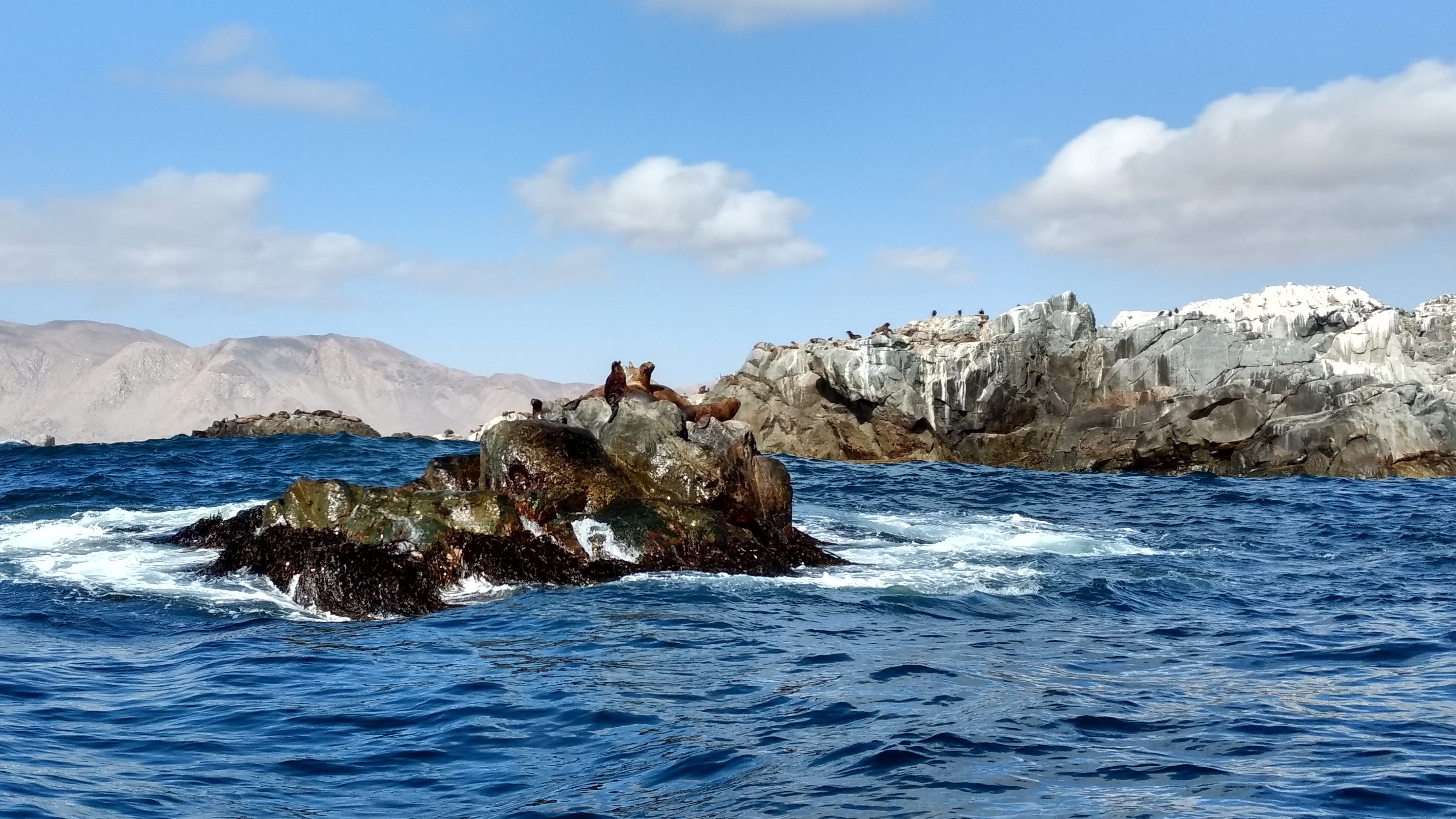
Seelöwen auf einem Felsen der Isla Pan de Azúcar, Chile

Bei km 24 sieht man die Isla Pan de Azúcar. Vom Hafen Caleta de Pan de Azúcar aus kann man Rundfahrten um die Insel machen. Allerdings ist es nicht erlaubt die Insel selbst zu betreten, die von Humboldt-Pinguinen, Seelöwen, Seeottern, Kormoranen und Pelikanen bevölkert ist.

## Caleta Pan de Azúcar
Caleta Pan de Azúcar ist eine kleine Siedlung von Fischerleuten, die sich auch des lokalen Tourismus angenommen haben. Früher wurde hier Kupfer verarbeitet und verschifft. Taucher können noch immer Teile der Kais, des Verladekrans und anderer Dinge unter Wasser sehen. Von Caleta kann man zu den 8 km weiter nördlich liegenden Aussichtspunkt (Mirador) fahren. Nach dem Besuch von Caleta Pan de Azúcar bietet sich die Hauptattraktion des Parks östlich der kleinen Bucht. Dort auf den Hängen hat man Zugang zu der Fauna der Gegend, die sich durch die Nutzung der Küstennebel am Leben erhält.